# Badús de Nestés
Basús de Nestés (en francès Bazus-Neste) és un municipi francès situat al departament dels Alts Pirineus i a la regió d'Occitània.

## Demografia
| 1962                                       | 1968 | 1975 | 1982 | 1990 | 1999 | 2007 |
| ------------------------------------------ | ---- | ---- | ---- | ---- | ---- | ---- |
| 39                                         | 56   | 64   | 46   | 53   | 45   | 44   |
| Des de 1962: població sense dobles comptes |      |      |      |      |      |      |

## Administració
| Període   | Identitat       | Partit |
| --------- | --------------- | ------ |
| 1905-1925 | Henri Correge   |        |
| 1925-1944 | Baptiste Latour |        |
| 1944-1959 | Xavier Rumeau   |        |
| 1959-1983 | Antoine Latour  |        |
| 1983-1995 | Henri Rumeau    |        |
| 1995-     | Francis Escude  |        |